# Thiago Nuss
Thiago Thomas Nuss (Cañuelas, 2 febbraio 2001) è un calciatore argentino, attaccante dell'OFI Creta.

## Carriera
Cresciuto nel settore giovanile del Dep. Español, ha esordito in prima squadra il 26 febbraio 2019, disputando l'incontro di Primera B Metropolitana pareggiato 1-1 contro il Talleres (RdE). Nel dicembre dello stesso anno è stato acquistato dall'Argentinos Juniors, che in vista della stagione 2020 lo ha ceduto in prestito all'Atlético Rafaela, in Primera B Nacional, dove però ha collezionato solo una presenza in campionato. Rientrato dal prestito, il 10 febbraio 2022 ha esordito con l'Argentinos Juniors, in occasione della partita di Copa de la Liga Profesional vinta 1-0 in trasferta contro il Patronato.

## Statistiche

### Presenze e reti nei club
Statistiche aggiornate all'11 agosto 2022.
| Stagione        | Squadra            | Campionato      | Campionato | Campionato | Coppe nazionali | Coppe nazionali | Coppe nazionali | Coppe continentali | Coppe continentali | Coppe continentali | Altre coppe | Altre coppe | Altre coppe | Totale | Totale |
| Stagione        | Squadra            | Comp            | Pres       | Reti       | Comp            | Pres            | Reti            | Comp               | Pres               | Reti               | Comp        | Pres        | Reti        | Pres   | Reti   |
| --------------- | ------------------ | --------------- | ---------- | ---------- | --------------- | --------------- | --------------- | ------------------ | ------------------ | ------------------ | ----------- | ----------- | ----------- | ------ | ------ |
| feb.-mag. 2019  | Dep. Español       | PBM             | 12         | 3          |                 | -               | -               |                    | -                  | -                  |             | -           | -           | 12     | 3      |
| 2020            | Atlético Rafaela   | PBN             | 1          | 0          | CA              | 0               | 0               |                    | -                  | -                  |             | -           | -           | 1      | 0      |
| 2021            | Argentinos Juniors | PD              | 0          | 0          | CA+CdL          | 0               | 0               | CL                 | 0                  | 0                  |             | -           | -           | 0      | 0      |
| 2022            | Argentinos Juniors | PD              | 10         | 2          | CA+CdL          | 1+11            | 0+1             |                    | -                  | -                  |             | -           | -           | 22     | 3      |
| Totale carriera | Totale carriera    | Totale carriera | 23         | 5          |                 | 12              | 1               |                    | 0                  | 0                  |             | -           | -           | 35     | 6      |